# Benjamín Scharifker
Benjamín Rubén Scharifker Podolsky (Buenos Aires, Argentina, 21 de septiembre de 1953) es un químico venezolano que ha desarrollado una carrera como investigador científico, exrector de la Universidad Simón Bolívar ejercido la gerencia en la educación superior y en el análisis y diseño de políticas públicas en ciencia y tecnología y educación superior. A los cuatro años de edad se radicó con su familia en Caracas, Venezuela.

## Contribuciones científicas
Su interés como científico es la electroquímica interfacial, incluyendo la cinética de las reacciones electroquímicas, la formación de fases, polímeros conductores, conversión de energía y eliminación de contaminantes, campos en los que ha publicado más de cien artículos de investigación en revistas internacionales con más de 5.200 citas bibliográficas (h = 35). A principios de 2016 aparece en el Ranking of scientists in Venezuela Institutions according to their Google Scholar Citations public profiles Archivado el 25 de septiembre de 2018 en Wayback Machine. en el quinto lugar de investigadores más productivos en Venezuela y en segundo lugar en la Universidad Simón Bolívar. 
La Oficina de Patentes de los EUA le ha otorgado 3 patentes de invención. 
Por sus contribuciones a la ciencia ha recibido el Premio Tajima de la Sociedad Internacional de Electroquímica (1986), el Premio al Mejor Trabajo Científico en Química del CONICIT (1991) y el Premio Lorenzo Mendoza Fleury de la Fundación Empresas Polar (1993). 

## Educación
A los 17 años egresó como bachiller en ciencias del colegio Moral y Luces en Caracas y seis años más tarde como licenciado en química de la Universidad Simón Bolívar.  En 1979 obtuvo el grado de PhD en fisicoquímica en Universidad de Southampton, Inglaterra y seguidamente realiza estudios postdoctorales en la misma universidad.

### Academia
Ingresó como profesor al Departamento de Química de la Universidad Simón Bolívar en 1980, ocupando diversas posiciones hasta llegar a al rango más alto dentro de la universidad: fue jefe de departamento, decano de Investigación y Desarrollo, Vicerrector Administrativo y Rector. En 2012 recibió la más alta distinción que otorga la USB a sus académicos, profesor emérito. En la Universidad Metropolitana ha desempeñado el cargo de Vicerrector Académico y actualmente rector.
Paralela a su carrera gerencial dentro de la USB, Scharifker ocupó también otros cargos externos relacionados con la academia: fue científico principal y director adjunto del Centro de Investigaciones del Hidrógeno de la Universidad de Texas A&M y profesor visitante de las universidades de Southampton y Bristol. Fue coordinador del Núcleo de Consejos de Desarrollo Científico, Humanístico y Tecnológico y del Núcleo de Vicerrectores Administrativos del CNU, y desde 2003 es Secretario de la Asociación Venezolana de Rectores Universitarios (Averu). 
También fue director principal del Conicit, Secretario General del Capítulo Caracas de la AsoVAC y miembro de la directiva de varias otras instituciones y sociedades científicas en Venezuela y otros países.
Scharifker es Individuo de Número de la Academia de Ciencias Físicas, Matemáticas y Naturales donde ocupa el Sillón XIV; institución en la que ha ejercido la presidencia durante dos períodos.

## Contribuciones científicas
Entre los más significativos aportes que Benjamín Scharifker ha desarrollado en la Universidad Simón Bolívar están los estudios experimentales de la nucleación y crecimiento de metales sobre electrodos y la descripción teórica de los procesos electroquímicos de formación de fases controlados por difusión. Esta teoría desarrollada en el laboratorio de Sartenejas es ampliamente usada en la actualidad para el análisis de datos relacionados con la electrodeposición de nanopartículas metálicas en superficies y el control de su número, tamaño y distribución espacial.
Scharifker y colaboradores desarrollaron experimentos pioneros en la aplicación de nanotecnologías usando ultramicroelectrodos para estudiar la cinética de reacciones electroquímicas interfaciales y publicaron una de las primeras descripciones teóricas para el transporte de materia hacia arreglos de microelectrodos. Recientemente han estudiado la fabricación de arreglos de nanoalambres metálicos y su uso en la detección de compuestos de interés biomédico.
También realizaron estudios en el área de los polímeros conductores, incluyendo la elucidación de los mecanismos de formación y la cinética de crecimiento de capas finas de estos materiales, los procesos que originan portadores de carga con caracterización de sus estructuras, y el estudio de los efectos originados por la inclusión partículas metálicas catalizadoras en matrices de polímeros conductores.
Scharifker y su grupo han contribuido con estudios que tienen que ver con la energía y el ambiente: electrocatalizadores para la conversión de energía en celdas de combustibles; mineralización de contaminantes orgánicos en aguas residuales; y desarrollos para el procesamiento limpio, la desmetalización y la desulfuración de recursos energéticos fósiles.

## La política científica y educativa
Scharifker ha escrito sus 45 artículos que han sido publicados en libros y revistas en torno a las políticas públicas en ciencia, tecnología, innovación y educación superior, algunas de los cuales son: 
- La universidad venezolana entre limitaciones y deseos de superación: Una discusión necesaria[62]
- Transformación universitaria: El papel de la investigación en la universidad venezolana
- Perspectivas tecnológicas energéticas y oportunidades de investigación y desarrollo. Consecuencias para Venezuela[63]
- La vía hacia el desarrollo sustentable[64]
- Un gobierno ajeno a sus obligaciones en Ciencia, Tecnología e Innovación[65]